# Hypaenistis purpurea
Hypaenistis purpurea är en fjärilsart som beskrevs av W. Warren 1916. Hypaenistis purpurea ingår i släktet Hypaenistis och familjen nattflyn. Inga underarter finns listade i Catalogue of Life.